# Lilia Klabin
Lilia Klabin Levine (São Paulo, 24 de agosto de 1939) é uma empresária, socialite e apresentadora de TV brasileira. É conhecida por integrar na televisão a equipe do Programa Amaury Jr. na Rede TV.

## Biografia
Lilia nasceu em 24 de agosto de 1939 na cidade de São Paulo, é bacharel em direito pela Universidade Mackenzie, possuindo ainda curso na Escola de Sociologia e Política de São Paulo e curso extensivo de Administração de Empresas na Fundação Getúlio Vargas.
É filha de Esther Klabin (descendente de lituanos) e do lituano Harry Jack Levine. Seu pai foi gerente comercial da Manufatura Nacional de Porcelanas, que chegou a ser a maior produtora de azulejos do mundo. É também neta de Salomão Klabin e de Luba Segall, sobrinha do engenheiro Horácio Klabin e sobrinha-neta do pintor Lasar Segall, e bisneta de Leon Klabin e de Chaia Sarah Papert. Portanto, Lilia é descendente de judeus lituanos.
Na área empresarial atua nos setores comerciais e industriais. Atualmente compõe o Conselho de Administração do Grupo Klabin, eleita como suplente de Roberto Klabin Martins Xavier. É presidente de LKL Participações S.A. e de Esli Participações S/A.- sócias gerente de Klabin Irmãos & Cia, empresas holding do Grupo Klabin. Diretora de Jack Levine Participações Ltda. Acionista de Levine Participações S/A.
É proprietária da casa noturna paulista Passatempo, em atividade desde 1992 no Itaim Bibi. A boate anunciou que fecharia as portas em 2014, entretanto reabriu em 2015. O espaço fez ainda uma parceria com o programa Amaury Jr., e realiza, semanalmente, reuniões para exibir talentos consagrados e novos valores.
No âmbito do entretenimento, atua também como integrante do Programa Amaury Jr. na Rede TV, apresentando quadros, exibindo entrevistas e reportagens.
Em 2016 foi citada nos arquivos dos Panama Papers por suspeita de manter relação com firmas abertas em paraísos fiscais.
Foi agraciada com a grã-cruz da Ordem do Ipiranga pelo Governo do Estado de São Paulo em 5 de setembro de 2017.